# 왈런드 효과
왈런드 효과(Wahlund effect)는 이주 집단이 토착 집단에 합류하였을 때 두 구성원들의 평균 대립유전자 빈도는 실제 병합집단의 빈도로부터 예상되는 이형접합자 빈도보다 감소된 빈도를 보인다는 것이다.

## 정의
이주집단이 토착집단에 처음으로 합류했을 때 유전적으로 혼합되기 전에는 비록 각각이 하디-와인버그 비율을 하고 있어도 병합집단에서는 하디-와인버그 평형이 교란된다. 두 구성원집단의 평균 대립유전자 빈도인 병합집단의 빈도로부터 예상되는 이형접합자 빈도보다 감소된 빈도를 보인다. 이 효과를 왈런드 효과(Wahlund effect)라 한다.

## 원인
이형접합자의 상대적 비율이 중간값의 대립유전자 빈도에서 증가하기 때문에 이런 현상이 일어난다. 대립유전자의 빈도가 0.5보다 높아지거나 낮아짐에 따라 이형접합자의 상대적 비율이 감소한다.